# Verein für mecklenburgische Geschichte und Altertumskunde

Gründungsmitglied und langjähriger Sekretär des Vereins: Georg Christian Friedrich Lisch

Der Verein für mecklenburgische Geschichte und Altertumskunde, anfangs in zeittypischer Schreibweise Verein für meklenburgische Geschichte und Alterthumskunde, wurde am 17. Januar 1835 in Schwerin gegründet als Geschichtsverein für beide Landesteile von Mecklenburg, heute für den Landesteil Mecklenburg von Mecklenburg-Vorpommern.

## Geschichte
Der von 48 Personen gegründete Landesverein erreichte schnell große Mitgliederzahlen. Maßgeblichen Anteil an der Vereinsgründung hatten der spätere Schweriner Archivrat Georg Christian Friedrich Lisch, der viele Jahrzehnte lang als Sekretär die Geschicke des Vereins lenkte und die Jahrbücher herausgab, sowie der Domprediger Albrecht Bartsch, der bis 1843 als Zweiter Sekretär wirkte und für die Quartals- und Jahresberichte des Vereins verantwortlich war. Seine Mitglieder rekrutierte der Verein in der Frühzeit vornehmlich aus gehobenen sozialen Kreisen und aus dem Bildungsbürgertum.
In der Zeit der 1848er Revolution positionierte sich der Verein zutiefst monarchistisch auf Seiten der Landesherrschaft, was zum Austritt zahlreicher eher liberal eingestellter Mitglieder insbesondere aus dem Landesteil Mecklenburg-Strelitz führte. Auch die in der Frühzeit in Vorschlag gebrachte Bildung von regionalen Unterstrukturen des Vereins gelang nicht und bewirkte ab der zweiten Jahrhunderthälfte durch weitere Vereinsgründungen eine wachsende Zersplitterung des Interessentenkreises, etwa durch die Gründung eines Museumsvereins in Neubrandenburg (1872), durch Gründung des Heimatbundes für das Fürstentum Ratzeburg (1901), des Heimatbundes Mecklenburg (1906) oder mit der Gründung des Mecklenburg-Strelitzer Vereins für Geschichte und Heimatkunde (1925), der sich unter dem Eindruck erstmaliger staatliche Eigenständigkeit der beiden mecklenburgischen Landesteile vom (gesamt-)mecklenburgischen Heimatbund abspaltete und in Neustrelitz mit mehreren hundert Gründungsmitgliedern neu formierte. All diese neuen Vereine besetzten auch Tätigkeitsfelder des Schweriner Traditionsvereins, begannen in Konkurrenz zu ihm bisweilen mit eigener Sammeltätigkeit und entwickelten meist – anders als jener – schnell und erfolgreich Regionalstrukturen oder wenigstens Wirksamkeit in bestimmten Regionen.
Nach der Machtergreifung von 1933 unterstellte sich der Verein dem nationalsozialistischen Regime und wechselte stillschweigend auf das „Führerprinzip“, indem aus dem vormaligen Vereinspräsidenten nunmehr ein Vereinsleiter wurde. Zugleich teilte man 1934 erfreut mit, dass nunmehr wieder „S. K. H. der Großherzog das Protektorat über den Verein, das seit 1919 geruht hatte, auf Antrag des Vereinsausschusses [...] wieder übernommen“ habe, man also in Verkennung aller politischen Entwicklungen zu altem, monarchistischen Gehabe zurückgekehrt war. Im Jahrbuch 1935 wurde auf den Rücktritt des vormaligen Präsidenten des Vereinsausschusses (Vereinsleiters) Adolf Langfeld hin die Ernennung und anschließende satzungsgemäße Wahl des nationalsozialistisch ausgerichteten Vereinsleiters Friedrich Stuhr bekanntgegeben. Auf den Seiten 289 bis 294 befindet die neue Satzung, der zufolge keine „Juden“ mehr Mitglied des Vereins sein durften. In der folgenden Zeit wurde alle „jüdischen“ Mitglieder entlassen.
Nach kriegsbedingter Pause der Vereinstätigkeit im Zweiten Weltkrieg gelang es in der Nachkriegszeit unter dem Eindruck veränderter Rahmenbedingungen in Mecklenburg zunächst nicht, den Verein wiederzubeleben.
Durch die Teilung Deutschlands kam es in der Nachkriegszeit zunächst zu einer zweigleisigen Entwicklung. In der DDR formierten sich Anhänger traditioneller Tätigkeitsfelder des Landesgeschichtsvereins zunächst in neuen Strukturen unter dem Dach des Kulturbundes der DDR. Die traditionell im Verein verankerte Bodendenkmalpflege begann dabei in den 1950er Jahren unter Ewald Schuldt, sich als selbständiges Fachgebiet zu etablieren und eigene Organisationsformen zu entwickeln. Nachdem in der Bundesrepublik Deutschland eine Wiedergründung des Vereins in den frühen 1980ern zunächst misslang, versammelte sich ab 1984 ein kleiner Kreis von Enthusiasten um Helge Bei der Wieden in einer rechtlich unselbständigen Arbeitsgemeinschaft unter dem Dach der Stiftung Mecklenburg (damals in Ratzeburg) und begann mit der Fortsetzung der Jahrbuchreihe des alten Traditionsvereins.
Am 16. November 1991, gut ein Jahr nach der Deutschen Wiedervereinigung, erfolgte in Schwerin die Neugründung des Vereins für mecklenburgische Geschichte und Altertumskunde e. V.
Der Verein für mecklenburgische Geschichte und Altertumskunde hat traditionell und auch heute Sitz und Geschäftsstelle im Landeshauptarchiv Schwerin. Er zählt heute zu den ältesten deutschen Geschichtsvereinen.

## Publikationen
- Jahrbücher des Vereins für Mecklenburgische Geschichte und Altertumskunde. Bd. 1 (1836) bis 94 (1930), ab 95 (1931) unter dem Titel Mecklenburgische Jahrbücher [zuletzt erschienen: Bd. 135 (2020)].
Die Bände 1 (1836) bis 104 (1940) sind als Digitalisate und Volltext nutzbar, ebenso die Bände 105 (1985) bis 134 (2019): doi:10.18453/rosdok_id00002779
- Mecklenburgisches Urkundenbuch. Bd. 1 (1863) bis 25,A (1936) sowie Bd. 25,B (1977).